# آتلانتا (کنتاکی)
آتلانتا (به انگلیسی: Atlanta) یک منطقهٔ مسکونی در ایالات متحده آمریکا است که در شهرستان لاورل، کنتاکی واقع شده‌است. آتلانتا ۳۰۸ متر بالاتر از سطح دریا واقع شده‌است.